# 扎維季夫 (奧斯特羅赫區)
50°24′44″N 26°19′42″E / 50.41222°N 26.32833°E
扎維季夫（烏克蘭語：Завидів），是烏克蘭西北部的村莊，隸屬里夫內州的里夫內區。該村面積0.81平方公里，海拔高度227米，2001年人口94，人口密度每平方公里116.1人。